# 3412 Kafka
3412 Kafka је астероид главног астероидног појаса са средњом удаљеношћу од Сунца која износи 2,224 астрономских јединица (АЈ).
Апсолутна магнитуда астероида је 13,3.